# Série V des archives départementales
La série V est une des séries modernes des Archives départementales ; elle est consacrée aux archives cultuelles postérieures à 1790, plus précisément de la période concordataire (1801-1905), soit jusqu'à l'entrée en vigueur de la loi de séparation des Églises et de l'État du 9 décembre 1905 qui a mis fin à ce régime. Cette série est donc close depuis cette période, sauf dans les départements de l'est de la France toujours sous régime concordataire.
La préfecture exerçant dans cette période la tutelle de l'État sur les cultes, l'essentiel de ces archives proviennent de l'administration préfectorale.
Le fonds correspondant aux Archives nationales est la série F19 - Ministère des cultes. 

Le cadre de classement donne les subdivisions suivantes :
- 1 V : clergé catholique séculier :
Évêques, chanoines, curés et desservants (nominations, certificats de résidence, avis de décès, etc).
Dépenses du clergé, etc.
Listes des trente plus imposés de chaque commune vers 1855, pour une imposition extraordinaire destinée au culte.
Appointements des vicaires sur le budget communal.
- 2 V : organisation et police du culte catholique, notamment : 
Correspondance, par exemple entre l'évêque et le préfet ;
 Application des concordats ;
Fêtes religieuses et légales ; processions ; missions ; quêtes ; sonnerie des cloches, bancs d'honneur réservés aux autorités municipales, etc ;
Activité politique impliquant le clergé ou l'exercice du culte catholique dans les communes ;
- 3 V : immeubles et bâtiments diocésains : cathédrales, séminaires, etc., (Constructions et travaux d'entretien).
- 4 V : immeubles et bâtiments paroissiaux : églises et chapelles, presbytères, oratoires et calvaires (Constructions et travaux d'entretien).
- 5 V : fabriques  : 
Membres des conseils de fabrique ;
Biens, rentes, revenus divers ;
Comptabilité (budgets, propriétés, rentes et créances).
- 6 V : clergé catholique régulier ;
- 7 V : cultes non catholiques ;
- 8 V : séparation des Églises et de l'État (ou relations avec les associations cultuelles créées en application de la loi du 9 décembre 1905), dont 
Inventaires des biens des établissements ecclésiastiques en 1906 ;
Dévolution de biens ecclésiastiques et création de bureaux de bienfaisance, 1910-1915, etc.

Cette série comportant une multitude de dossiers concernant les communes de chaque département, est une ressource importante pour l'histoire locale.

## Instruments de recherche départementaux
- Gironde - Répertoire numérique de la série V - Cultes (1800-1940), par Eliane Bourgès-Rouhaut, sous la direction de J. Valette, Bordeaux, 1989, in-4°, 105 p.
- Ille-et-Vilaine - Répertoire numérique de la série V - Cultes, par René Gandilhon, Archives départementales d'Ille-et-Vilaine, Rennes, 1936, 140 p.
- Lot-et-Garonne -  Répertoire numérique de la série V. Cultes, (1800-1905), par J. Burias et A. Castel, Agen, 1994, 74 p.
- Mayenne - Les archives de l'administration des cultes en Mayenne 1800-1940 - Répertoire numérique de la série V, Laval, 1999.
- Vaucluse - Répertoires numériques de la série V, Cultes 1800-1940, et des fonds déposés du Grand séminaire et de l'archevêché d'Avignon, 1800-1857.